# Mito do isqueiro branco

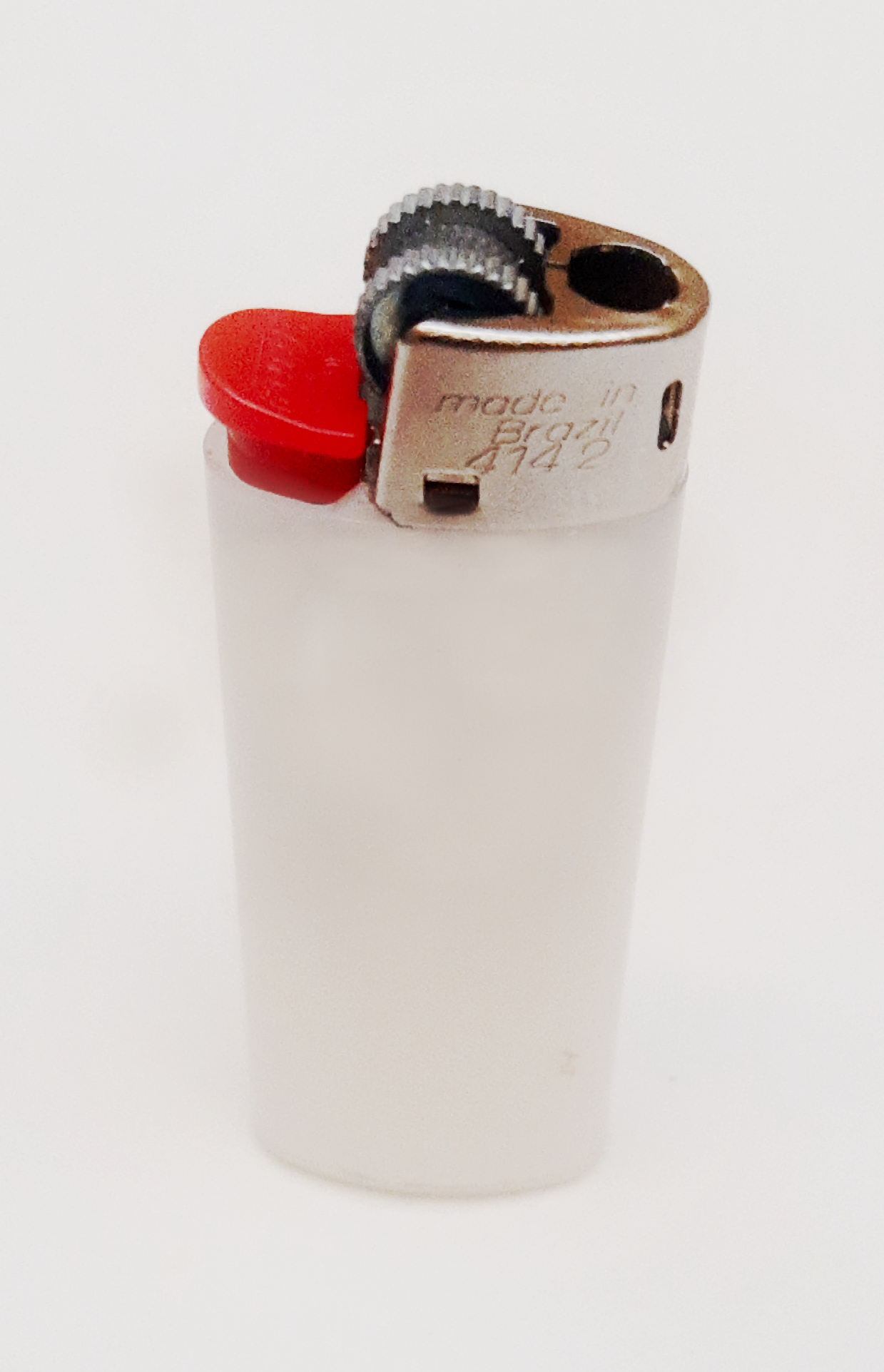
Um isqueiro branco

O mito do isqueiro branco ou maldição do isqueiro branco é uma lenda urbana baseada na lenda do Clube dos 27 na qual se diz que vários músicos e artistas teriam morrido na posse de um isqueiro branco, atribuindo aos isqueiros dessa cor a razão do infortúnio. O mito se baseia nas mortes de Jimi Hendrix, Janis Joplin, Jim Morrison e Kurt Cobain. Este mito também se relaciona à  cultura da maconha.
Em 2017, a página de internet Snopes.com publicou um artigo pondo em xeque a teoria, observando que a Bic não começou a produzir isqueiros descartáveis senão vários anos após as mortes de certos membros dos clube dos 27, dentre eles Hendrix, Joplin e Morrison (os dois primeiros falecidos em 1970 e o último em 1971) e que isqueiros descartáveis de outras marcas ainda não eram produtos amplamente disponíveis à época.